# David Njoku
David Njoku (Cedar Grove, 10 de julho de 1996 é um jogador de futebol americano que atua na posição de tight end pela franquia Cleveland Browns, da National Football League (NFL). Foi selecionado pelos Browns com a 29º escolha do draft de 2017. 